# Raffaele Saggio
Raffaele Saggio (Patti, 29 juni 1905 – aldaar, 2 december 1966) was een advocaat en politicus in Patti, op het Italiaanse eiland Sicilië.

## Levensloop
Tot het einde van de Tweede Wereldoorlog was Saggio bekend als een fascist. Na de val van het fascistisch regime werd Saggio communistisch. Hij was een links gemeenteraadslid in Patti van 1954 tot 1966.
Bovendien werd hij in 1953 verkozen tot senator van de Republiek. Hij bleef senator tot 1958. Voor de Siciliaanse communisten was het belangrijk een van hen daar te hebben om hun ideeën door te drukken tot in de hoogste kamer van het parlement in Rome. In de senaat zette Saggio zich in voor sociale zekerheid, emigratie en werkgelegenheid. Hij behoorde tot een fractie van onafhankelijke linkse politici.
In 2007, zowat veertig jaar na zijn overlijden, werd een plein in Patti naar hem genoemd.